# Берлин, Наум Яковлевич
Нау́м Я́ковлевич Бе́рлин (1869 — 1951) — рабочий-изобретатель, мастер Кировского завода, Герой Труда (1932).

## Биография
Родился в 1869 году в Черниговской губернии (ныне — Украина). Окончил 4-классное городское училище.
С 1880 года работал учеником в часовой мастерской, затем слесарем, рабочим на Киево-Воронежской железной дороге. С 1893 года — на Брянском металлургическом заводе. С 1923 года в Петрограде (Ленинград — c 1924 года), мастером на заводе «Красный путиловец» (с 1934 года — Кировский завод).
Сделал ряд изобретений для усовершенствования металлургического оборудования и технологии, был инициатором строительства мартеновских печей из отечественного динаса (огнеупор) и заправки их доломитом вместо дорогостоящего магнезита, что давало значительную экономию средств.
В годы войны оставался в блокадном Ленинграде, продолжая работать на Кировском заводе.
Умер в 1951 году. Похоронен на  Еврейском кладбище в Санкт-Петербурге.

## Награды
- Герой Труда (1932)[2];
- Знак «За рационализаторские предложения по технике»[5].